# 아라라

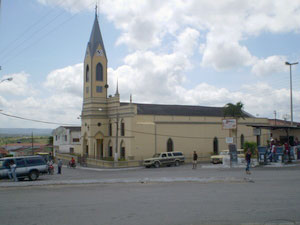

아라라(포르투갈어: Arara)는 브라질 북동부 파라이바주에 있는 자치 도시이다. 해발 467m의 고원에 위치하고 있다.